# Vincent Guérin
Vincent Guérin (Boulogne-Billancourt, 22 november 1965) is een Frans voormalig voetballer die speelde als centrale middenvelder.

## Clubcarrière
Guérin begon zijn carrière bij Stade Brest. Na één seizoen bij Matra Racing vertrok hij in 1989 naar Montpellier. In 1992 nam Paris Saint-Germain hem over. Daar beleefde hij zijn beste periode en in 1995 werd hij verkozen tot speler van het jaar. Een jaar later won hij de Europacup II.

## Internationale carrière
In 1988 werd hij met Frankrijk onder 21 Europees Kampioen. Guérin speelde 19 interlands voor het eerste elftal van Frankrijk en zat bij de selectie van het EK 1996.

## Dopingaffaire
In 1997 besloot de Franse voetbalbond Guérin te schorsen nadat hij op 5 oktober positief werd getest op Nandrolon na een wedstrijd van Paris Saint-Germain. Guérin ging uiteindelijk in beroep bij de Franse federale administratieve rechtbank. De stelde Guérin in het gelijk, want hij stelde dat de dopingtest niet correct was afgenomen. De rechtbank besloot daarom dat het hele proces als ongeldig moest worden beschouwd.  Als gevolg hiervan werd de door de FFF opgelegde schorsing vernietigd.

## Erelijst
Montpellier
- Coupe de France: 1990

Paris Saint Germain
- Division 1: 1994
- Coupe de France: 1993, 1995
- Coupe de la Ligue: 1995
- Europacup II: 1996

Individueel
- Division 1 Speler van het jaar: 1995
- Frans speler van het jaar: 1997

1 Lama ·
2 Angloma ·
3 Di Meco ·
4 Lebœuf ·
5 Blanc ·
6 Guérin ·
7 Deschamps  ·
8 Desailly ·
9 Djorkaeff ·
10 Zidane ·
11 Loko ·
12 Lizarazu ·
13 Dugarry ·
14 Lamouchi ·
15 Thuram ·
16 Barthez ·
17 Madar ·
18 Pedros ·
19 Karembeu ·
20 Roche ·
21 Martins ·
22 Martini ·
Coach: Jacquet